# Ганс-Йоахім Шварц
Ганс-Йоахім Шварц (нім. Hans-Joachim Schwarz; 28 вересня 1919, Ганновер — 2013) — німецький офіцер-підводник, оберлейтенант-цур-зее крігсмаріне.

## Біографія
1 жовтня 1938 року вступив на флот. З липня 1940 року служив в 21-й флотилії підводних човнів. З квітня 1941 року — 2-й адміністративний офіцер 21-ї, з квітня 1942 по березень 1943 року — 8-ї флотилії. З 3 червня 1944 по 10 травня 1945 року — командир підводного човна U-1105, на якому здійснив 1 похід (12 квітня — 10 травня 1945). 27 квітня невиправно пошкодив фрегат типу «Кептен» «Редмілл» водотоннажністю 1300 тонн; 32 члени екіпажу загинули. 10 травня 1945 року взятий в полон. 22 квітня 1948 року звільнений.

## Звання
- Кандидат в офіцери (1 жовтня 1938)
- Кадет (1 липня 1939)
- Фенріх морської адміністрації (1 грудня 1939)
- Оберфенріх морської адміністрації (1 серпня 1940)
- Лейтенант морської адміністрації (1 квітня 1941)
- Оберлейтенант-цур-зее (1 січня 1943)